# Edo (hrad)

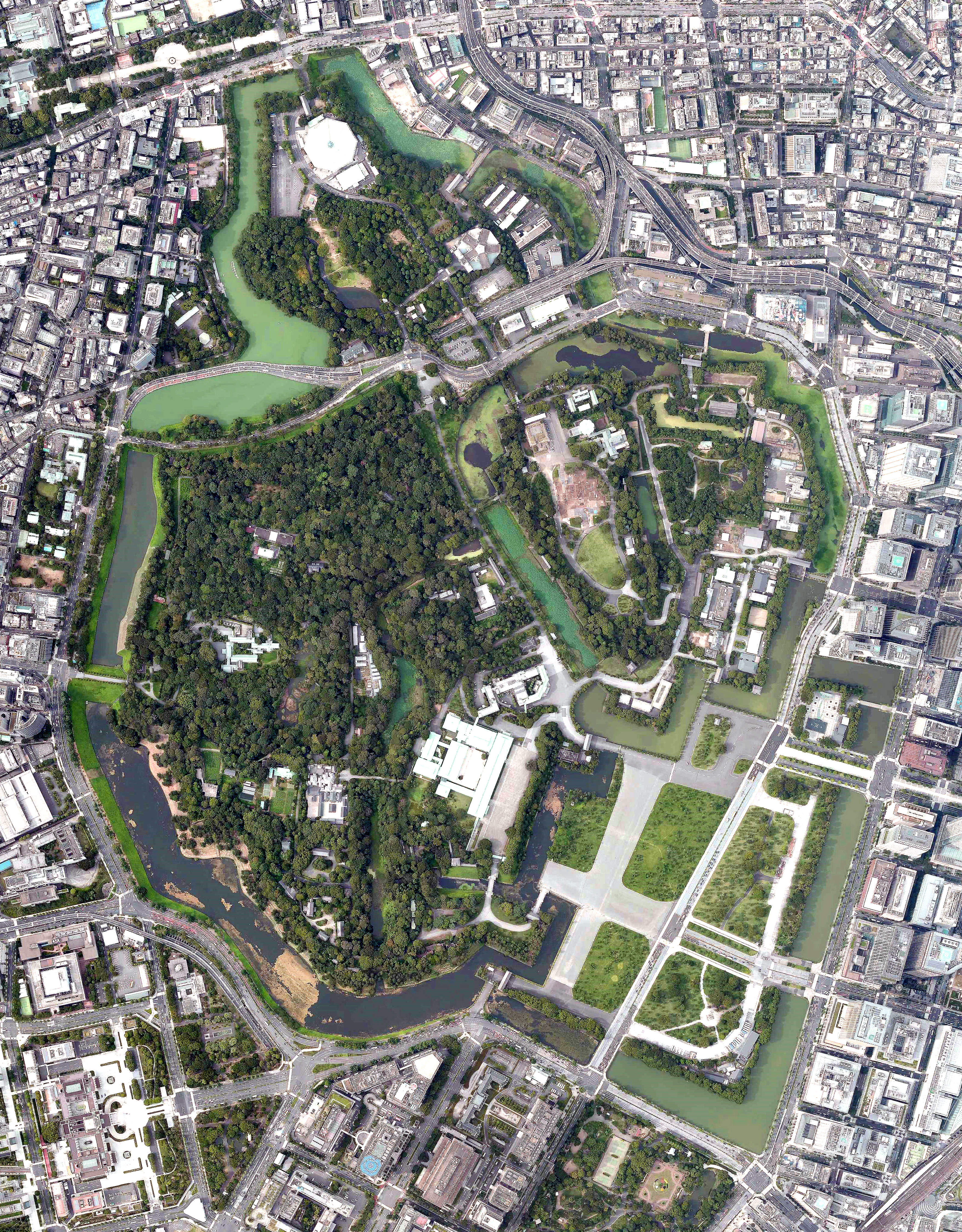
Letecký pohled na areál hradu Edo, dnes japonský císařský palác

Hrad Edo (japonsky 江戸城, Edo-džó), známý též jako Hrad Čijoda (japonsky 千代田城, Čijoda-džó), byl rovinný hrad, který v roce 1457 zbudoval japonský válečník Óta Dókan (1432–1486). Dnes jsou zbytky hradu součástí japonského císařského paláce, který se nachází ve zvláštním obvodu Čijoda v centru Tokia, jež bylo v té době známé jako Edo v tehdejší provincii Musaši. Iejasu Tokugawa zde založil Šógunát Tokugawa. Během období Edo byl hrad nejen šógunovou rezidencí, ale i sídlem šógunátu a vojenského velení státu. Po pádu šógunátu a nástupu reforem Meidži po roce 1869 se z hradního areálu stalo sídlo japonského císaře, jímž byl tehdy mladý císař Meidži. Některé hradní příkopy, zdi a části hradeb přežily až do dnešních dní. Rozloha hradu v období Edo však byla větší, než je tomu nyní. Část původních pozemků dnes zabírá tokijské centrální nádraží a obchodní čtvrť Marunouči, které se rozkládají v místech vnějšího hradního příkopu. Obklopoval též park Kitanomaru s víceúčelovou halou Nippon Budókan a další pamětihodnosti zdejší oblasti.

## Historie

Mapa hradu Edo z doby kolem roku 1849
1) Óoku 2) Naka-Oku 3) Omote 4) Ninomaru-Goten 5) Ninomaru 6) Momidži-jama 7) Nišinomaru 8) Fukiage 9) Kitanomaru 10) ? 11) Sannomaru 12) Nišinomaru-šita 13) Óte-mae 14) Daimjó-Kódži

Někdy koncem období Heian nebo počátkem období Kamakura si válečník Edo Šigecugu vybudoval sídlo v místech dnešních částí Honmaru a Ninomaru. V 15. století odtud klan Edů po povstání v regionu Kantó odešel a samuraj Óta Dókan, vazal Ogigajacuovské větve rodu Uesugiů, vystavěl v roce 1457 pro tento rod hrad Edo.
Po obléhání Eda v roce 1524 získal hrad pozdní klan Hódžó. Hódžóvé hrad Edo opustili v roce 1590 vzhledem k obléhání jejich ústředního hradu Odawara vojskem Hidejoši Tojotomiho. Jeho armáda čítající 220 000 mužů obléhala hrad patřící Hódžům po dlouhé tři měsíce. Posádku hradu Odawara přitom tvořilo 82 000 mužů. Poté, co Hidejoši Tojotomi odměnil Iejasua Tokugawu osmi východními provinciemi, učinil Tokugawa z hradu Edo svoji základnu. V roce 1615 pak při obléhání Ósaky porazil Hidejošiho syna Hidejori Tojotomiho a stal se tak politickým vůdcem Japonska. V roce 1603 získal Tokugawa titul Sei-i Taišógun neboli „vojevůdce či generál, který bojuje proti barbarům“, a Edo se tak stalo sídlem Tokugawovy správy.
Části areálu byly původně zaplavené mořem, které dosahovalo až k dnešní části Nišinomaru. Kvůli stavbě hradu musely být provedeny terénní úpravy. Stavební práce začaly v roce 1593 a byly dokončeny až za Iejasuova vnuka Iemicua roku 1636. V té době žilo v Edu již 150 000 obyvatel. Již existující části Honmaru, Ninomaru, a Sannomaru byly rozšířeny připojením oblastí Nišinomaru, Nišinomaru-šita, Fukiage a Kitanomaru. Obvod areálu měřil 16 km.
Šógun vyžadoval, aby daimjóové dodávali na stavbu hradu stavební materiál, což byl způsob, jak udržet moc pánů provincií pod kontrolou. Velké žulové bloky se dopravovaly ze značné dálky. Jejich velikost a počet závisely na bohatství toho kterého velmože. Ti bohatší museli přispívat větším množstvím. Daimjóové, kteří nedodávali stavební kámen, měli za úkol dodávat pracovní sílu pro práce, jako bylo hloubení velkých příkopů a srovnávání vyvýšenin. Zemina vytěžená při hloubení příkopů sloužila k srovnávání terénu a úpravě odvodněných úseků moře. Budování hradu tak podnítilo vznik území, kde se mohli usídlovat obchodníci. V první fázi výstavby se prací zúčastnilo přinejmenším 10 000 lidí, v prostřední fázi pak přes 300 000.
Po skončení stavebních prací měl hrad 38 různých bran. Valy byly téměř 20 metrů vysoké a vnější hradby 12 metrů. Další ochranu zajišťovaly příkopy, jež vytvářely téměř soustředné kruhy. Některé z nich sahaly až do oblastí Ičigaja a Jocuja v dnešní tokijské čtvrti Šindžuku. Jelikož byly hradní stavby a většina budov ve městě ze dřeva, docházelo zde k častým požárům, z nichž některé vážně poškodily části hradu.
Ve Velké borové chodbě hradu (japonsky Macu no Óróka, 松之大廊下) tasil 21. dubna 1701 daimjó Naganori Asano svůj krátký meč wakizaši a pokusil se zabít šógunova úředníka Jošinaku Kiru, který ho urazil. Tak začaly události, jež se staly legendou – příběh 47 róninů.
Poté, co se 9. listopadu 1867 Jošinobu Tokugawa vzdal svého šógunského postu a předal svoje pravomoci císaři Meidžimu, musel bývalý šógun spolu s dalšími obyvateli hradu svoje sídlo opustit. V říjnu 1868 byl hradní komplex přejmenován na Tokijský hrad (Tókei-džó, 東京城) a v následujícím roce na Císařský hrad (Kódžó, 皇城). Třiadvacátého dne 10. měsíce druhého roku období Meidži podle japonského kalendáře, tedy 1869, přemístil císař své sídlo do Tokia, jak bylo Edo přejmenováno, a hrad Edo se stal císařským palácem.
V noci 5. května 1873 zachvátil starý hrad Edo požár. Nový císařský palác (Kjúdžó, 宮城) byl roku 1888 postaven v části hradu kolem staré věže, která shořela v roce 1657 během Velkého požáru Meireki. Stavby z tokugawského období, jež dosud stály, byly strženy, aby uvolnily místo novým vládním budovám. Samotný císařský palác však byl postaven v části Nišinomaru, nikoli na stejném místě, kde v části Honmaru stával šógunův palác.
Při amerických náletech na Tokio během 2. světové války, a zejména při Bombardování Tokia v noci z 9. a 10. března 1945, které provedlo letectvo Spojených států a které je považováno za nejničivější nálet v lidské historii, při němž 279 strategických bombardérů B-29 Superfortress shodilo na město 1665 tun zápalných bomb a zničilo oblast o rozloze přes 40 km2, tj. asi čtvrtinu území města, byl císařský palác značně poškozen.
Dnes je tato část tokijského císařského paláce vyhlášena za historickou památku a vláda se snaží zachovat zbývající budovy hradu Edo.

## Vzhled hradu
Hrad Edo nebyl jen rozsáhlý, ale též pečlivě propracovaný. Jeho areál byl rozdělen na několik okrsků. Střed tvořil okrsek Honmaru, okrsky Ninomaru (2. komplex) a Sannomaru (3. komplex) se rozkládaly na východ. Západní komplex tvořil okrsek Nišinomaru, na nějž navazovaly okrsky Nišinomaru-šita (vnější úsek) a z druhé strany protipožární sekce Fukiage. Severní část hradu pak tvořil komplex Kitanomaru. Jednotlivé okrsky byly odděleny příkopy a mohutnými kamennými hradbami, na nich se nacházely různé věže, bašty a další obranné prvky. Východně od okrsku Sannomaru se nacházel vnější příkop, který obklopoval okrsky Óte-mae a Daimjō-Kōdži. Kolem okrsku Honmaru a východní strany komplexu Nišinomaru byly vybudovány kamenné hradby išigaki. Každý okrsek byl přístupný po dřevěných mostech, jež na každé straně chránila brána.

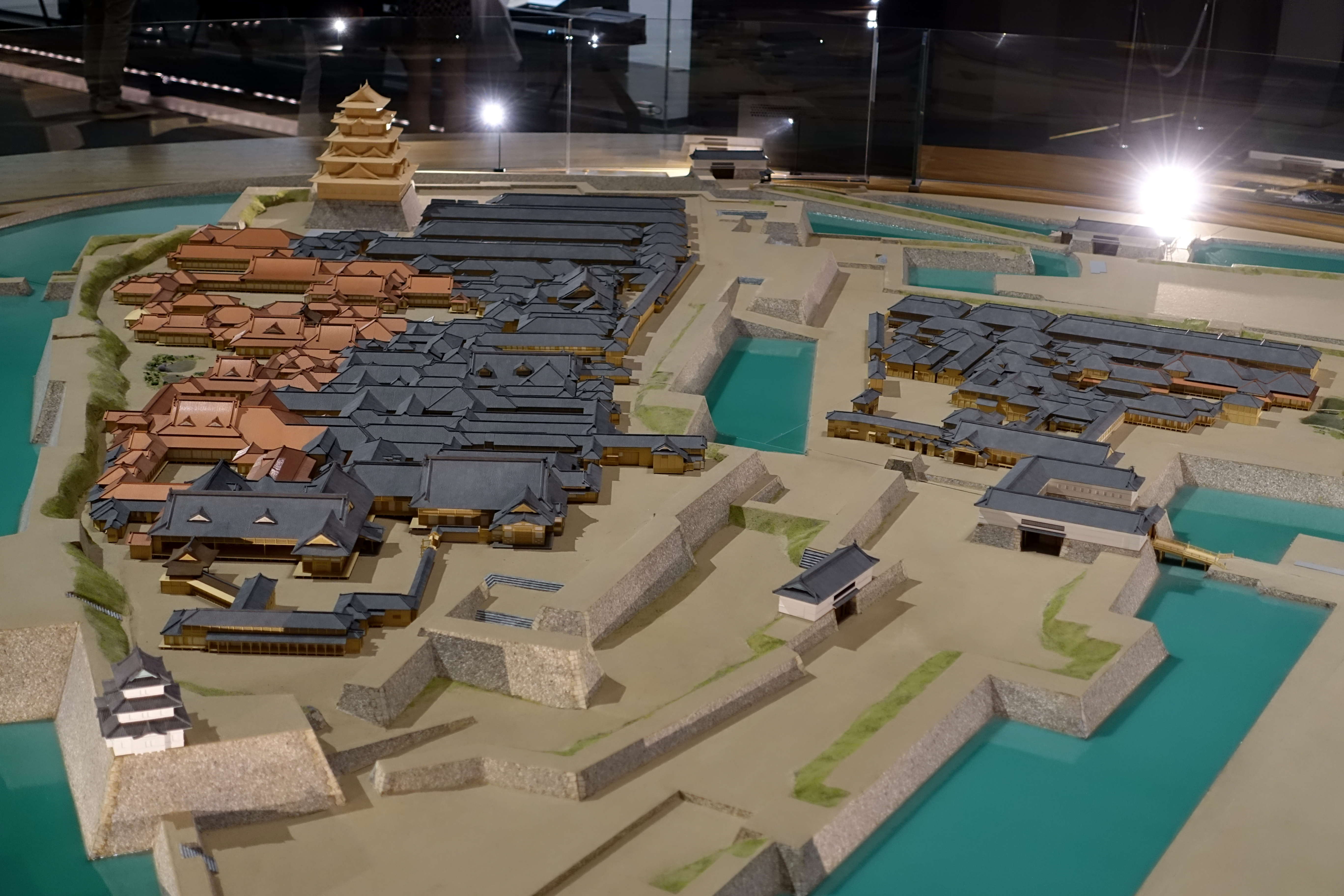
Rekonstrukce podoby částí Honmaru a Ninomaru v období Edo

Jak Tokugawové v 17. století přitvrzovali politiku sankin-kōtai, tedy centrálního dohledu na daimjóy, bylo pro pány provincií účelné zřídit si v Edu rezidenci v blízkosti šógunova paláce. Sídla velmožů obklopovala vnitřní části hradu; soustředila se zejména při Vnější sakurové bráně na jihovýchodě a v okrscích Óte-mae a Daimjō-Kōdži východně od hradu uvnitř vnějšího příkopu. Některé rezidence se nacházely i uvnitř vnitřních příkopů ve vnější části okrsku Nišinomaru. Panská sídla byla rozlehlá a propracovaná. Nechyběly u nich japonské zahrady či několik vstupních bran. V každém bloku bylo 4–6 rezidencí obklopených drenážními strouhami. Méně bohatí daimjóové si směli stavět obydlí zvaná bančó na sever a západ od hradu.
Oblasti na východ a jih od hradu byly ponechány pro obchodníky, jelikož se nehodily pro rezidence. Původně se tam nacházela rovněž zábavní čtvrť Jošiwara.

### Mosty
Přes vnější příkopy vedly dva mosty. Původní dřevěné obloukové konstrukce nahradily v období Meidži moderní kamenný a litinový most. Vstup na ně kdysi umožňovaly z obou stran brány, do dnešních dní se dochovala pouze brána Nišinomaru-mon, která slouží jako hlavní brána dnešního Císařského paláce.
Oba mosty jsou dnes, stejně jako Vnitřní palác, uzavřené pro veřejnost. Otevírají se pouze dvakrát do roka – na Nový rok (2. ledna) a na narozeniny panujícího císaře (23. února).

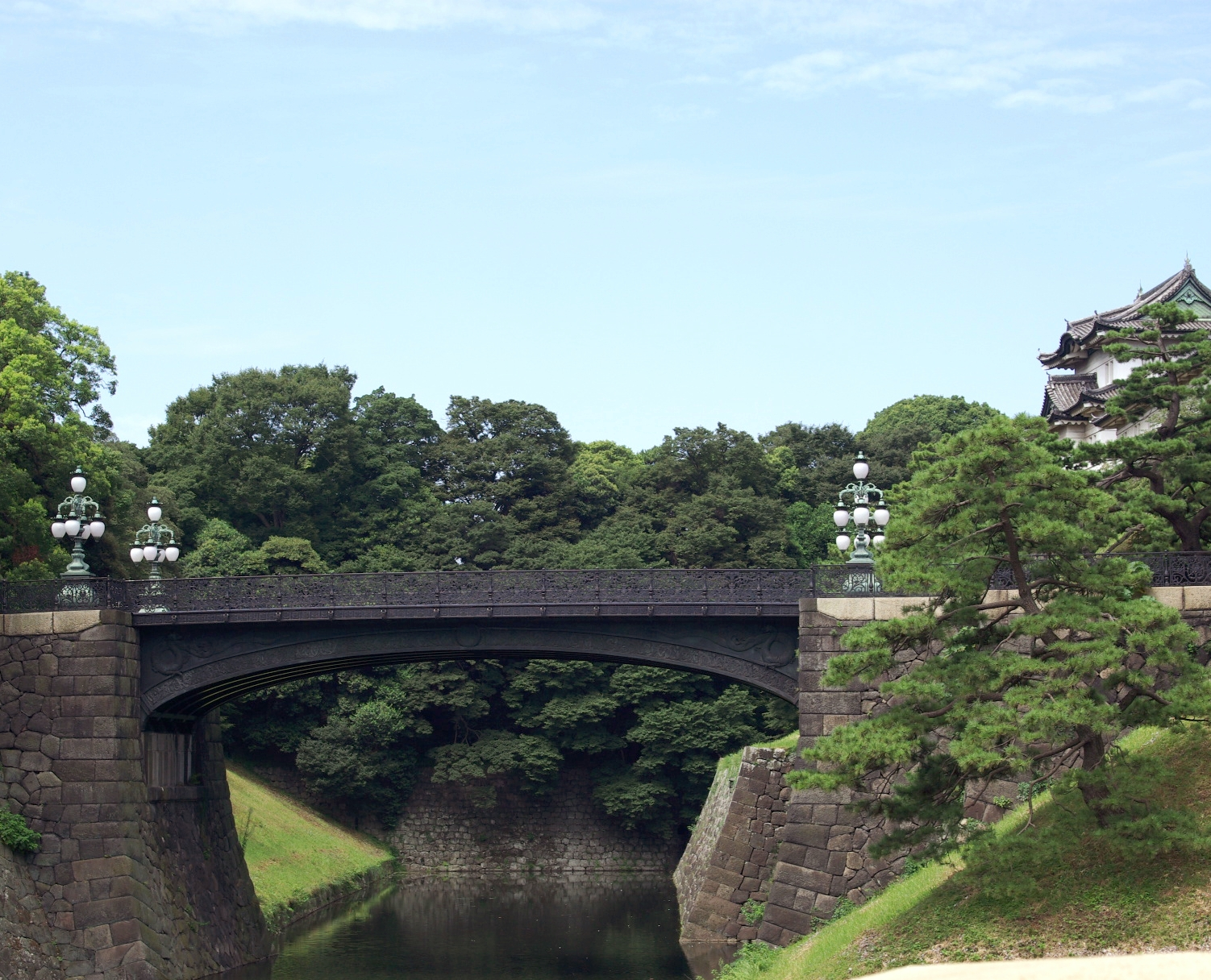
Litinový most Nidžúbaši u Císařského paláce
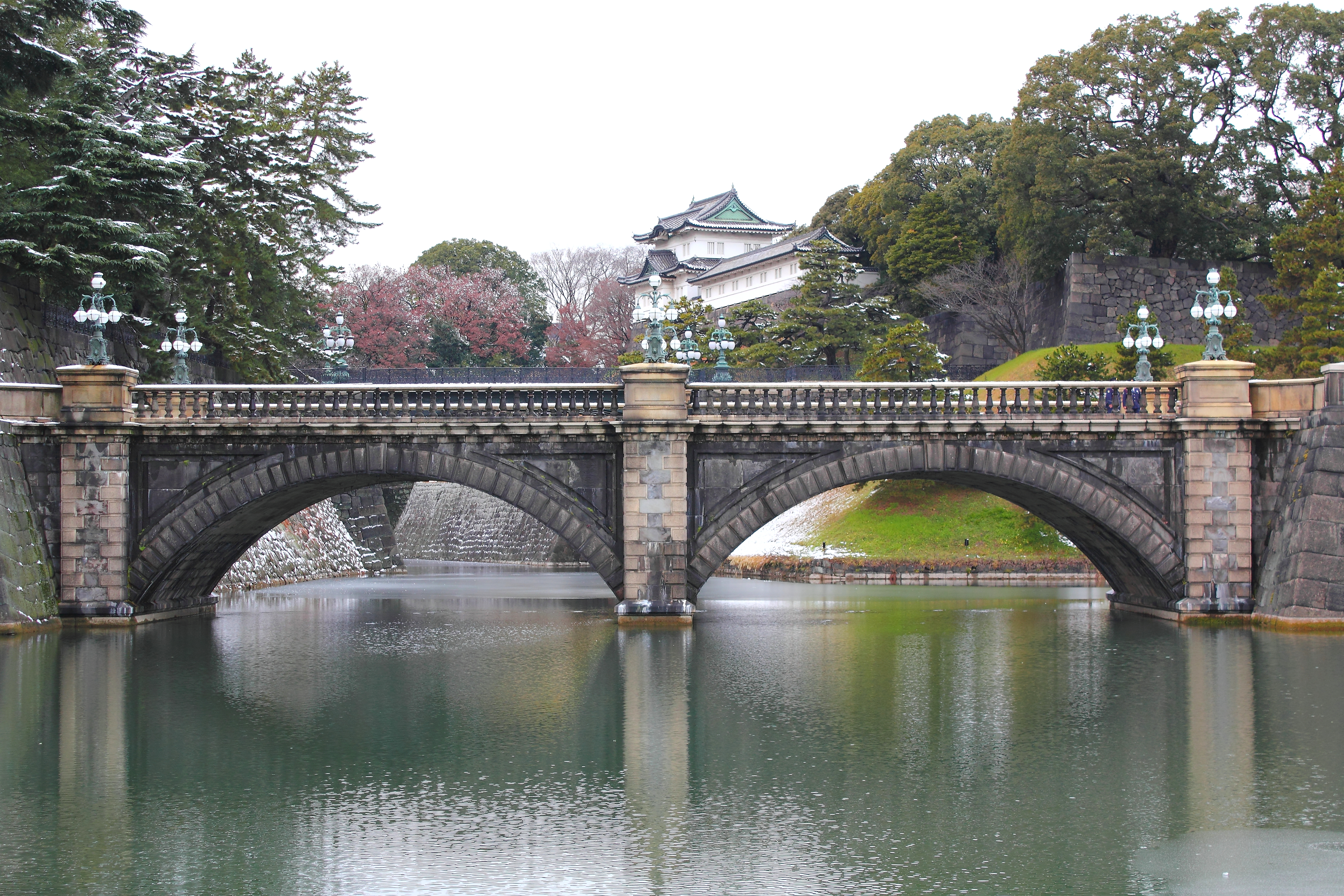
Kamenný most Meganebaši vedoucí k hlavní bráně paláce

### Brány
Vnitřní prostory hradu chránilo množství velkých a malých dřevěných bran, mon, vsazených do kamenných zdí. Dodnes se jich zachovala jen necelá desítka. Směrem z jihu na západ a k severu jsou to hlavní brána u mostu Meganebaši, Sakurada-mon, Sakašita-mon, Kikjó-mon, Hanzó-mon, Inui-mon, Óte-mon, Hirakawa-mon a Kitahanebaši-mon. Z ostatních bran se dochovaly pouze mezery v kamenných zdech, v nichž byly osazeny dřevěné brány. Velké brány, jako je Óte-mon, hlídala posádka až 120 ozbrojených mužů, zatímco ty menší mívaly posádku tvořenou 30 až 70 muži. Podle zprávy sepsané generálním ředitelem Holandské východoindické společnosti Françoisem Caronem z nizozemské faktorie v Nagasaki Dedžima byly brány a přilehlé prostory naplánovány tak, aby zmátly nezasvěcence. Nebyly totiž umístěny v přímce, ale střídavě, aby se příchozí musel pokaždé otočit o 90 ⁰, chtěl-li projít další bránou.

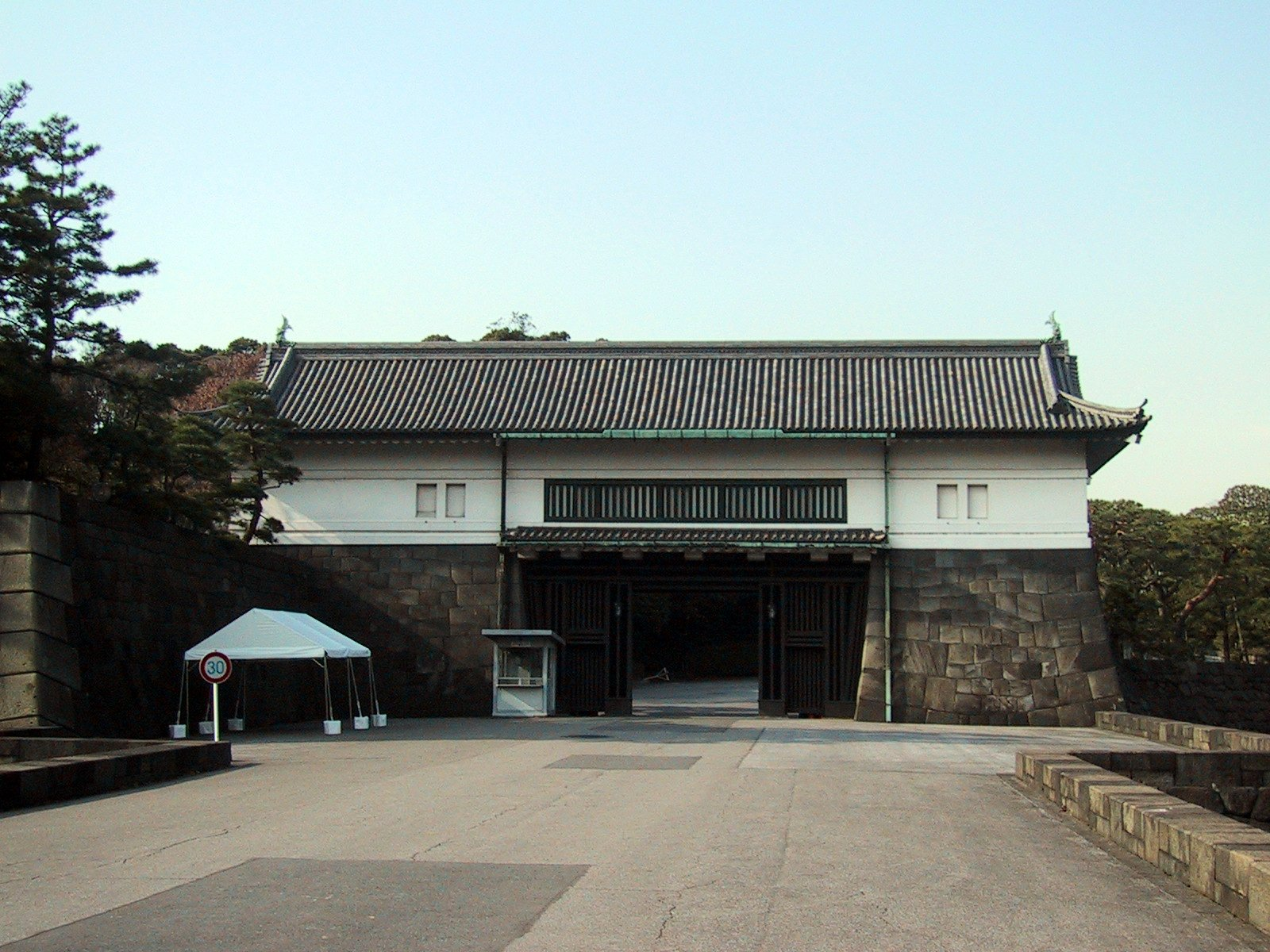
Sakašita-mon
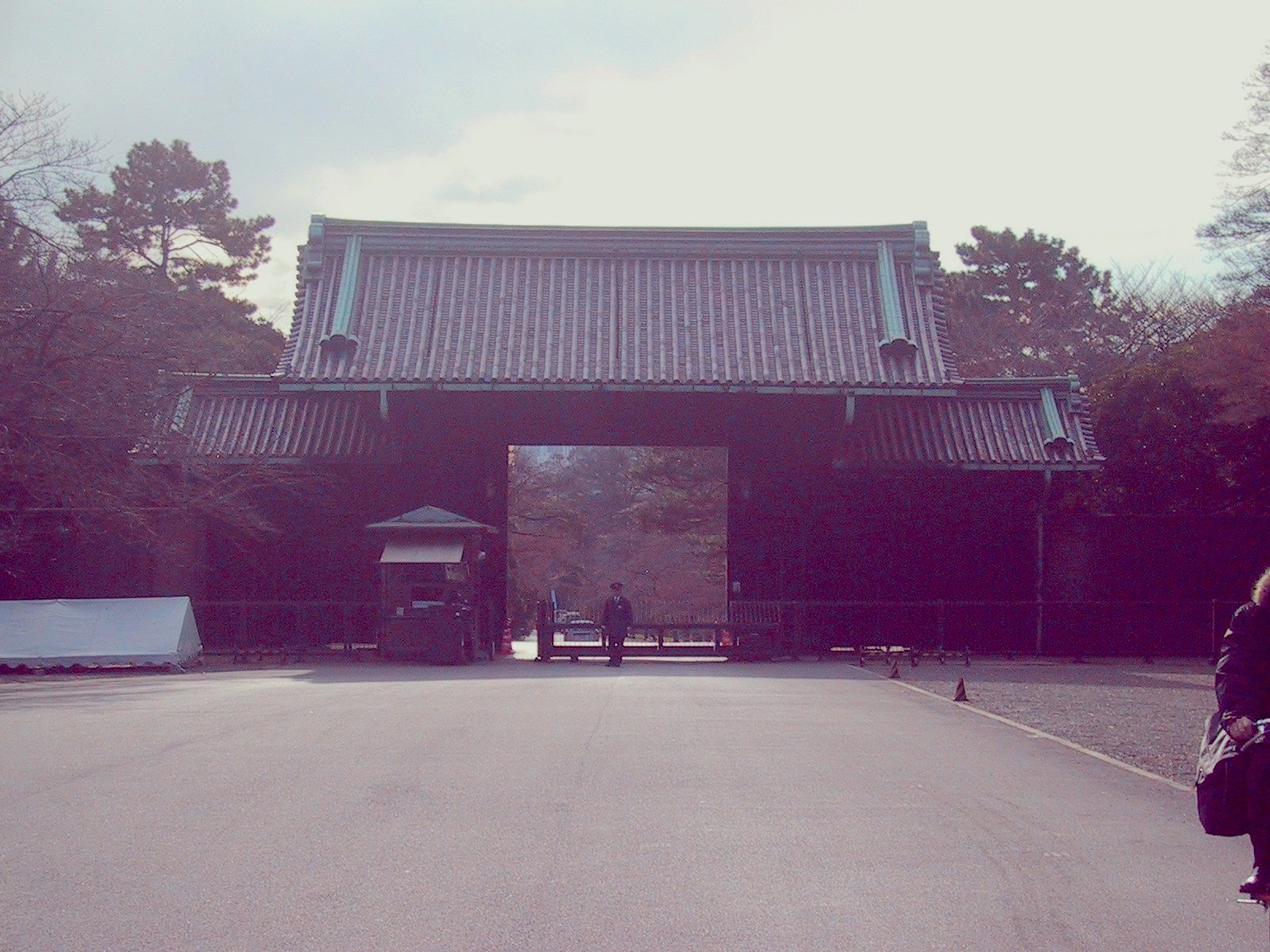
Inui-mon
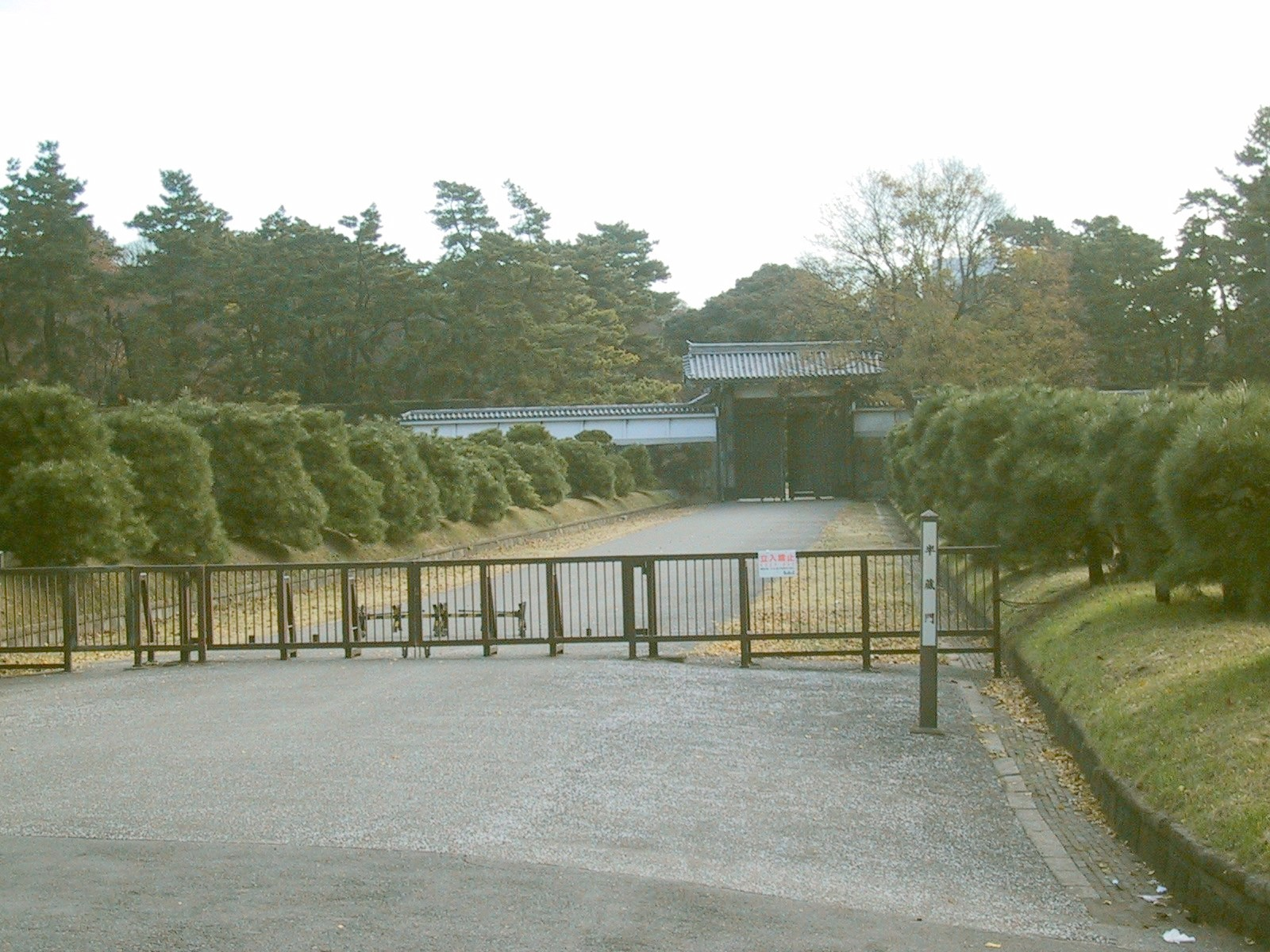
Hanzó-mon

### Hlavní hradní věž

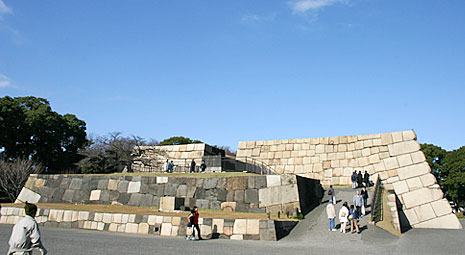
Kamenné základy hlavní věže (tenšúdai)

Hlavní hradní věž, v Japonsku obvykle zvaná tenšú či tenšukaku, se v Edu nazývala tenšúdai (天守台). Stála v severním cípu okrsku Honmaru. Hned vedle se nachází brána Kitahanebaši-mon, jež bývala hlavním přístupem do této nejvnitřnější části. Dochované základy věže měří ve východozápadním směru 41 m a v severojižním směru 45 m a jsou 11 m vysoké. Na těchto základech stávala pětipatrová věž postavená roku 1607, jež byla se svými 51 metry nejvyšší hradní věží v celém Japonsku. Byla zdobená zlatem a symbolizovala tak šógunovu moc. V roce 1657 ji zničil Velký požár Meireki, po němž již nebyla nikdy obnovena. Vše, co z ní zbylo, jsou právě jen její základy.

## Zajímavost
Ve filmech s tematikou z japonských dějin, které se odehrávají v Edu po roce 1657, se většinou objevuje hrad Edo s věží. Jeho „dublérem“ je však v těchto filmech pověstný kjótský hrad Himedži.